# جنایت‌های غیرحرفه‌ای
جنایت‌های غیرحرفه‌ای (به ایتالیایی: R.I.S. - Delitti imperfetti) نام سریالی تلویزیونی است که در سال ۲۰۰۵ توسط کانال ۵ ایتالیا در ۸ فصل تهیه شده‌است.

## موضوع
داستان اصلی فیلم، گروهی به نام RIS است که به عنوان گروه تحقیق و بررسی صحنه جرم در پارما که یکی از شهرهای ایتالیا می‌باشد، مشغول به تحقیقات هستند و در هر سری قاتل سریالی نابغه‌ای پیدا می‌شود که سعی دارد پلیس را بازی دهد.فصل اول و دوم در مورد قاتلی هست که با بمب کار میکند و باعث ناامنی در پارما میشود و پس از مدتی سعی در بازی دادن کاپیتان ریکاردو ونتوری میکند و سعی میکند او را ازبین ببرد که تلاش های او بی نتیجه میماند سپس او به سراغ آنا  جوردانو که کاپیتان به او علاقه دارد میرود و تلاش میکند که او را بکشد که کاپیتان در لحظات آخر مانع این کار میشود. در فصل دوم آنا توسط بمب گزار کشته میشود و کاپیتان به دنبال انتقام گرفتن از او می افتد و .....

## بازیگران
- لورنزو فلاهرتی در نقش کاپیتان ریکاردو ونتوری از فصل ۱ تا ۵
- نیکول گریمائودو در نقش آنا جوردانو فصل ۱و ۲
- اوگو دیگرو در نقش وینچنزو ده بیازه از فصل ۱ تا ۵
- فیلیپو نیگرو در نقش فابیو مارتینلی از فصل ۱ تا ۳
- استفانو پشه در نقش داویده تستی از فصل ۱ تا ۳
- جئا لیونلو در نقش دکتر کلودیا موراندی از فصل ۱ تا ۵
- رومینا موندلو در نقش جورجا لوی از فصل ۲ تا ۵
- جولیا میکلینی در نقش فرانچسکا ده بیازه
- میکله ونتوچی در نقش جووانی رینالدی
- فابیو ترویانو در نقش دانیله گیرلی از فصل ۴ تا ۸
- لیچا نونتس
- آلساندرو بورگی
- لوئیجی ماریا بوروآنو
- ماسیمیلیانو آماتو
- پائولو بولیونی